# Верхний Бирагзанг
Ве́рхний Бирагза́нг (осет. Уæллаг Бирæгъзæнг) — село в Алагирском районе Республики Северная Осетия-Алания. Административный центр Бирагзангского сельского поселения.

## Географическое положение
Село расположено на правом берегу реки Ардон, в 0,5 км к юго-востоку от районного центра Алагир и в 40 км к западу от Владикавказа. 

## Население
| 2002 | 2010 | 2021  |
| ---- | ---- | ----- |
| 831  | ↗851 | ↗1108 |

## Инфраструктура
В селении имеются школа, ФАП и сельская администрация.
С 2008 году работает реабилитационный центр, рассчитанный на 100 семей, где восстанавливают своё здоровье дети из семей беженцев и дети-инвалиды.
В 2008 году была сооружена капитальная дамба протяженностью 310 метров.
В 2010 году на месте целебного источника предприниматели Габуевы начали строить лечебный центр.

## Религия
В селе действует православная церковь свт. Николая Чудотворца (первый камень заложен в 2005 году, освящена в 2010 году. На этом месте в 1904 году был построен одноимённый храм, снесённый в 1922 году). Церковь обладает интересной отличительной особенностью: на её росписях присутствуют молитвы на церковно-славянском и осетинском языках, а на одном из ярусов церкви созданы фрески с аланскими святыми. 

## Улицы
- улица Кирова
- улица Лесная
- улица Набережная
- улица Партизанская
- улица Садовая

## Топографические карты
- Лист карты K-38-29 Алагир. Масштаб: 1 : 100 000. Состояние местности на 1984 год. Издание 1988 г.